# Promocja elektronowa
Promocja elektronowa – nieregularność w konfiguracji elektronowej, występująca m.in. w chromie, molibdenie, srebrze i miedzi, spowodowana tym, że okazuje się korzystniejsza energetycznie. Np. w przypadku chromu korzystniejsze energetycznie jest wypełnienie elektronami orbitali 3d kosztem elektronu 4s. Orbitale d zyskują wtedy maksymalną liczbę elektronów niesparowanych i dużą symetrię przestrzenną. Zjawisko to pojawia się wtedy, gdy różnica energii między wypełnianymi poziomami jest niewielka, a zyski energetyczne wynikające na przykład z większej symetrii orbitali są duże.
Promocja występuje u pierwiastków grup pobocznych, w tym lantanowców i aktynowców.

## Konfiguracja elektronowa pierwiastków z promocją
| Pierwiastek | Z  | Skrócona konfiguracja elektronowa |
| ----------- | -- | --------------------------------- |
| chrom       | 24 | [Ar]4s13d5                        |
| miedź       | 29 | [Ar]4s13d10                       |
| niob        | 41 | [Kr]5s14d4                        |
| molibden    | 42 | [Kr]5s14d5                        |
| ruten       | 44 | [Kr]5s14d7                        |
| rod         | 45 | [Kr]5s14d8                        |
| pallad      | 46 | [Kr]4d10                          |
| srebro      | 47 | [Kr]5s14d10                       |
| gadolin     | 64 | [Xe]6s25d14f7                     |
| platyna     | 78 | [Xe]6s15d94f14                    |
| złoto       | 79 | [Xe]6s15d104f14                   |
| protaktyn   | 91 | [Rn]7s26d15f2                     |
| uran        | 92 | [Rn]7s26d15f3                     |
| neptun      | 93 | [Rn]7s26d15f4                     |
| kiur        | 96 | [Rn]7s26d15f7                     |